# Badim
Badim ist eine ehemalige Gemeinde im Norden Portugals. 

## Geschichte
Die Gemeinde gehörte lange zum Kreis Valadares. Mit der Verwaltungsreform 1855 wurde der Kreis Valadares aufgelöst, und Badim kam zum Kreis Monção. Mit der Verwaltungsreform 2013 verlor die Gemeinde Badim ihre Eigenständigkeit und wurde mit Ceivães zur neuen Gemeinde Ceivães e Badim zusammengeschlossen.

## Verwaltung
Badim war Sitz einer gleichnamigen Gemeinde (Freguesia) im Kreis (Concelho) von Monção, im Distrikt Viana do Castelo. Die Gemeinde hatte 177 Einwohner (Stand 30. Juni 2011). 
Folgende Ortschaften bilden die ehemalige Gemeinde Badim:
| - Aldeia - Almas - Boalhosa - Bregada - Breime - Carrasqueira - Casal - Cordovelha - Cotinho - Coto | - Fojo - Igreja - Mirandela - Muro - Outeiro - Paço - Paradostia - Porpinto - Porteleira - Rio Covo | - Senrela - Souto - Terreiros - Torre - Torre de Cima - Vale - Valinhos - Varziela - Vila Boa |

Im Zuge der Gebietsreform in Portugal am 29. September 2013 wurden die Gemeinden Badim und Ceivães zur neuen Gemeinde União das Freguesias de Ceivães e Badim zusammengeschlossen. Die bisherige Gemeindeverwaltung von Badim in der Ortschaft Vila Boa blieb als Bürgerbüro der neuen Gemeindeverwaltung bestehen.

## Söhne und Töchter der Gemeinde
- Amílcar Vásques Días (* 1945), Komponist und Pianist